# كريستيان وليامز
كريستيان وليامز (بالإنجليزية: Christian Williams) هو كاتب سيناريو أمريكي، ولد في 9 يوليو 1943 في بروكلين في الولايات المتحدة.